# Eiki Eiki
Eiki Eiki (影木栄貴) (født 6. december 1971) er kunstnernavnet for en kvindelig japansk mangaka, som har været aktiv siden 1998. De fleste af hendes manga tilhører yaoi-genren.
En af hendes gode venner og kollega er Mikiyo Tsuda, også kendt som Taishi Zaou. De laver ofte manga sammen, udstiller sammen og har autografsessioner sammen. Eiki Eiki har desuden nogle gange fungeret som manager for Taishi Zaou. Derudover har hun også samarbejdet med Ueda Mayu.
Mange mangaka skaber ofte en persona til at repræsentere dem i den del af deres mangaudgivelser der ikke har med selve historien at gøre, dvs. efterord og bemærkninger. Eiki Eikis er en sort kanin iført en rød butterfly. Om valget har hun selv fortalt i Color: "Hvorfor en kanin? Fordi jeg har lighed med en kanin. Kun indeni er jeg en ulv! (Ha, ha!)"
Hun er barnebarn af den tidligere japanske premierminister Noboru Takeshita og søster til visual kei-musikeren Daigo.

## Mangaer
- Dear Myself (ディア・マイセルフ Dia Maiserubu) (1 bind, 1998)
- Kiss (運命にKiss Unmei ni Kiss) (1 bind, 1998)
- Prime Minister (世紀末プライムミニスター Seikimatsu Puraimu Minisutaa) (4 bind, 1998-2001)
- Dear Myself 2 - World's End (ワールズ・エンド Waaruzu Endo) (1 bind, 1999)
- The Art of Loving (恋愛幸福論 Renai Koufukuron) (1 bind, 2001) - efterfølger til Color.
- Train Train (トレイン☆トレイン Torein Torein) (3 bind, 2002-2005)
- Yuigon (遺言) (1 bind, 2002) - efterfølger til Prime Minister.
- Zassou kan no jiyuunin tachi (雑草館の住人たち) (1 bind, 2007)

### Sammen med andre
Color er skrevet og tegnet af Eiki Eiki og Taishi Zaou i fællesskab. Haru Natsu Aki Fuyu, Renai Idenshi XX og Love Stage!! er skrevet af Eiki Eiki og tegnet af Taishi Zaou.
- Color (カラー Karaa) (1 bind, 1999)
- Haru Natsu Aki Fuyu (春夏秋冬) (1 bind, 2007) – en samling af historier bragt i Yuri Hime, så som She-Wolf og First Kiss.
- Renai Idenshi XX (恋愛遺伝子XX Renai Idenshi XX) (2 bind, 2009-2013)
- Love Stage!! (ラブ・ステージ!! Rabu Suteeji) (4 bind, 2010- )
- Scissor Sisters (シザーシスターズ Shizaa Shisutaazu) (2 bind, 2011- ) - Skrevet af Eiki Eiki og Daigo og tegnet af Marico.

## Romaner
- Back Stage!! (3 bind, 2010- ) - Skrevet af Eiki Eiki og Kazuki Amano og illustreret af Taishi Zaou. Spin-off til Love Stage!!.